# Großsteingrab Jonstrup Vang 2
Das Großsteingrab Jonstrup Vang 2 ist eine megalithische Grabanlage der jungsteinzeitlichen Nordgruppe der Trichterbecherkultur im Kirchspiel Værløse in der dänischen Kommune Furesø.

## Lage
Das Grab liegt östlich von Jonstrup im Osten des Waldgebiets Jonstrup Vang, nördlich des Skovlystvej. In der näheren Umgebung gibt bzw. gab es zahlreiche weitere megalithische Grabanlagen.

## Forschungsgeschichte
In den Jahren 1889 und 1938 führten Mitarbeiter des Dänischen Nationalmuseums Dokumentationen der Fundstelle durch.

## Beschreibung
Die Anlage besitzt eine runde Hügelschüttung mit einem Durchmesser von etwa 11 m. Von der Umfassung waren 1889 noch zwölf Steine erhalten, 1938 wurden nur noch neun gezählt.
In der Mitte des Hügels befindet sich eine Grabkammer, die wohl als Polygonaldolmen anzusprechen ist. Sie ist nordwest-südöstlich orientiert und hat einen rautenförmigen Grundriss. Sie hat eine Länge von 1 m. Die Kammer bestand aus je einem Wandstein in Norden, Süden, Osten und Westen sowie einem Deckstein. An der Südostecke befindet sich eine etwa 15 cm breite Lücke zwischen den Wandsteinen. Vermutlich befand sich hier der ursprüngliche Zugang zur Kammer, dem wohl ein nicht erhaltener Gang vorgelagert war.